# Heterolocha declinata
Heterolocha declinata là một loài bướm đêm trong họ Geometridae.